# Psolicrux
Genre
Psolicrux est un genre d'holothuries (concombres de mer) de la famille des Cucumariidae. 

## Liste des espèces
Selon World Register of Marine Species (19 mars 2015) :
- Psolicrux coatsi (Vaney, 1908) O'Loughlin, 2002
- Psolicrux iuvenilesi O'Loughlin & Manjón-Cabeza, 2009